# كورينتين فيور
كورينتين فيور هو لاعب كرة قدم بلجيكي، ولد في 24 مارس 1995 في والونيا في بلجيكا. شارك مع منتخب بلجيكا تحت 17 سنة لكرة القدم ومنتخب بلجيكا تحت 21 سنة لكرة القدم. أما مع النوادي، فقد لعب مع ستاندارد لييج ونادي باليرمو.

## وصلات خارجية
- كورينتين فيور على موقع الاتحاد البلجيكي (الإنجليزية)
- كورينتين فيور على موقع قاعدة بيانات كرة القدم.إي يو (الإنجليزية)
- كورينتين فيور على موقع Soccerbase.com (لاعب) (الإنجليزية)
- كورينتين فيور على موقع Soccerway.com (الإنجليزية)
- كورينتين فيور على موقع عالم كرة القدم.نت (الإنجليزية)
- كورينتين فيور على موقع AS.com (الإسبانية)